# مايكل سميث (لاعب كريكت)
مايكل سميث (بالإنجليزية: Michael J. Smith)‏ (و. 1942 – 2004 م) هو لاعب كريكت بريطاني، توفي عن عمر يناهز 62 عاماً، بسبب نوبة قلبية.

## التعليم
تعلم في Enfield Grammar School ‏
.

## روابط خارجية
- مايكل سميث على موقع إي آس بي آن كريك إنفو (الإنجليزية)